# 넥스트바이오메디컬
주식회사 넥스트바이오메디컬(영어: Next Biomedical)은 인하대병원 소화기내과 교수인 이돈행 대표가 설립한 의료기기 회사이다.

### 내용주
1. ↑  기술성 평가에서 이크레더블과 한국발명진흥회로부터 각각 A 등급을 받아 주관사를 한국투자증권으로 공모가 29,000원에 코스닥 시장에 상장